# UFC 156
UFC 156: Aldo vs. Edgar（ユーエフシー・ワンフィフティシックス：アルド・バーサス・エドガー）は、アメリカ合衆国の総合格闘技団体「UFC」の大会の一つ。2013年2月2日、ネバダ州ラスベガスのマンダレイベイ・イベントセンターで開催された。

## 大会概要
本大会ではジョゼ・アルドとフランク・エドガーによるUFC世界フェザー級タイトルマッチが組まれた。
元KOTC世界ジュニアウェルター級・ライト級王者ボビー・グリーン、キャリア9戦全勝のダスティン・キムラがUFCデビュー。

### カード変更
負傷などによるカードの変更は以下の通り。
- エリック・シウバ → タイロン・ウッドリー（第5試合）

- リョート・マチダ vs. ダン・ヘンダーソン → UFC 157に移動

- ロビー・ペラルタ vs. アキラ・コラサニ → UFC on Fuel TV 9に移動

## 試合結果

### アーリープレリム
第1試合 バンタム級ワンマッチ 5分3R
○  フランシスコ・リベラ vs.  エドウィン・フィゲロア ×
2R 4:20 TKO（スタンドパンチ連打）
第2試合 63.3kg契約ワンマッチ 5分3R
○  ダスティン・キムラ vs.  チコ・カムス ×
3R 1:50 リアネイキドチョーク
※キムラの体重超過によりバンタム級から変更。

### プレリミナリーカード
第3試合 ライト級ワンマッチ 5分3R
○  アイザック・ヴァリーフラッグ vs.  イーブス・エドワーズ ×
3R終了 判定2-1（29-28、28-29、29-28）
第4試合 ライト級ワンマッチ 5分3R
○  ボビー・グリーン vs.  ジェイコブ・ヴォルクマン ×
3R 4:25 リアネイキドチョーク
第5試合 ウェルター級ワンマッチ 5分3R
○  タイロン・ウッドリー vs.  ジェイ・ヒエロン ×
1R 0:36 KO（パウンド）
第6試合 ライト級ワンマッチ 5分3R
○  エヴァン・ダナム vs.  グレイゾン・チバウ ×
3R終了 判定2-1（29-28、28-29、29-28）

### メインカード
第7試合 フライ級ワンマッチ 5分3R
○  ジョセフ・ベナビデス vs.  イアン・マッコール ×
3R終了 判定3-0（29-28、29-28、29-28）
第8試合 ウェルター級ワンマッチ 5分3R
○  デミアン・マイア vs.  ジョン・フィッチ ×
3R終了 判定3-0（30-27、30-27、30-27）
第9試合 ヘビー級王座挑戦者決定戦 5分3R
○  アントニオ・シウバ vs.  アリスター・オーフレイム ×
3R 0:25 KO（スタンドパンチ連打）
※シウバが挑戦権獲得に成功。
第10試合 ライトヘビー級ワンマッチ 5分3R
○  アントニオ・ホジェリオ・ノゲイラ vs.  ラシャド・エヴァンス ×
3R終了 判定3-0（29-28、29-28、29-28）
第11試合 UFC世界フェザー級タイトルマッチ 5分5R
○  ジョゼ・アルド vs.  フランク・エドガー ×
5R終了 判定3-0（49-46、49-46、48-47）
※アルドが4度目の防衛に成功。

### 各賞
ファイト・オブ・ザ・ナイト： ジョゼ・アルド vs. フランク・エドガー
ノックアウト・オブ・ザ・ナイト： アントニオ・シウバ
サブミッション・オブ・ザ・ナイト： ボビー・グリーン
各選手にはボーナスとして5万ドルが支給された。